# Muros que miran al mar
Muros que miran al mar es un museo al aire libre ubicado en las calles de Recreo, en la ciudad de Viña del Mar, Región de Valparaíso, Chile.
El museo está centrado en reproducciones de obras de Arte Contemporáneo Chileno.Las pinturas fueron realizadas por el muralista Claudio Francia. La curaduría está a cargo de Myriam Parra Vásquez, quien impulsa el Museo desde su Galería Casa Verde.
La obra cuenta con el financiamiento del Gobierno Regional de Valparaíso.
Se trata de un proyecto de la Agrupación de Juntas de Vecinos de Recreo, administrado por la Fundación Tempestad.
El museo está entrelazado conceptualmente con poemas de Gonzalo  Villar